# Ehrendingen
Ehrendingen est une commune suisse du canton d'Argovie, située dans le district de Baden. Elle est issue de la fusion effectuée le 1er janvier 2006 entre les communes de Oberehrendingen et Unterehrendingen.

Vue aérienne (1967)